# Joaquim Zamacois i Soler
Joaquim Zamacois i Soler (Santiago de Xile, 15 de desembre de 1894 - Barcelona, 8 de setembre de 1976) va ser compositor i professor de música, director del Conservatori Superior de Música de Barcelona, i autor de llibres per a l'ensenyament de la música, de gran èxit a Catalunya.

## Biografia
Fill de pare basc i mare catalana, i amb l'oncle Eduardo un artista d'anomenada, de ben petit la família s'establí a Barcelona. Zamacois estudià al Conservatori del Liceu del que, temps a venir, esdevindria professor de solfeig, harmonia, contrapunt, fuga i composició (1914). També ensenyà a l'Escola Municipal de Música de Barcelona, institució de la que en fou director des del 1946 fins a la jubilació el 1965; mentre ocupava aquest càrrec, creà la càtedra de tible i tenora (1948) i visqué el canvi de nom de la institució per l'actual de Conservatori Superior Municipal de Música de Barcelona (13 de juliol de 1949). En els anys 20, exercí també de pianista.
Entre 1917 i 1930 escriví gran nombre de cuplets, alguns de molt populars, que cantaren artistes del Paral·lel com Pilar Alonso i Raquel Meller molts dels quals signà I. Casamoz (transposició de les lletres del seu cognom) o J. Casamoz. Les lletres dels seus cuplets acostumaren a ser de Marià Golobardas de la Torre i de Juan Misterio, pseudònim de Joan Casas i Vila. Zamacois també compongué cançons a partir de poemes de Josep Maria de Sagarra, Josep Carner, Clementina Arderiu, Joan Maria Guasch i Joan Maragall.
Nena és el títol d'un cuplet seu i lletra de Pedro Puche, qui l'escriví amb el pseudònim I. Casamoz. La seva lletra - "Juró amarme un hombre sin miedo a la muerte... Nena, me decía ciego de pasión, Nena que llenas mi vida de ilusión..."- és una de les més famoses d'aquest gènere.
Compaginà la seva tasca com a professor de música amb la d'autor de molts llibres per a l'ensenyament de la música, tant en solitari com en col·laboració amb altres músics i professors. Va ser coautor del popularíssim mètode solfeig LAZ (nom tret de les inicials dels autors: Joan Baptista Lambert, Frederic Alfonso i Joaquim Zamacois). També compongué una Teoria de la música (amb un mínim de 27 edicions), un Curso de solfeo (el primer curs, 52 edicions!), un Tratado de armonía i altres.
És autor d'obres simfòniques, sarsueles, per a piano i gran quantitat de cançons. Alguns dels seus deixebles han estat Joan Falgarona Canadell, Romà Alís, Xavier Boliart, Narcís Bonet, Agustí Cohí i Grau, Josep Maria Damunt, Alícia de Larrocha, Antoni Pérez i Simó, Robert de la Riba, Antoni Ros-Marbà, Mercè Torrents, Adolf Cabané.

## Obres de teoria, història i crítica musical
- Curso de formas musicales con numerosos ejemplos musicales Barcelona: Labor, 1960 (6a. ed. 1985. A partir del 2002: Barcelona: Idea Books) (Edició americana: Cooper City, FL EUA: Span Press, 1997)
- De la Escuela municipal de música del año 1886 al Conservatorio superior municipal de música del 1963 Barcelona: Ayuntamiento, 1963
- Ejercicios correspondientes al "Tratado de Armonía" I-II-III Barcelona: Boileau, 1958 (Ed. del 2003)
- Ejercicios de contrapunto I Barcelona: Boileau, 1977
- Guión de historia de la música Alcalá: Quiroga, 1975 (Barcelona: Tenora, 1990)
- Joan B. Lanbert, Frederic Alfonso, Joaquim Zamacois LAZ. Método graduado de solfeo (5 volums) Barcelona: Boileau, cop. 1941
- Joaquim Zamacois, Avelino Abreu, Pere Serra Llenguatge musical: nivell elemental, lliçons cantades (4 cursos en 4 volums) Barcelona: Conservatori Superior de Música del Liceu, 1999
- Joaquim Zamacois, Avelino Abreu, Pere Serra Llenguatge musical: nivell mitjà, lliçons cantades (4 cursos en quatre volums) Barcelona: Conservatori Superior de Música del Liceu, 1999
- Método de bandurria Santiago de Chile, 1894
- Programa-guió de l'assignatura Formes Musicals Barcelona: Conservatori del Liceu, 1938
- Realización de los ejercicios correspondientes al "Tratado de armonía" (3 volums) Barcelona: Boileau, cop. 1958
- Joaquim Zamacois, Avelino Abreu, Pere Serra Solfeo (6 cursos) Barcelona: Conservatorio del Liceo
  - Primer curso 52a. edició, 1984
  - Segundo curso
  - Tercer curso
  - Cuarto curso
  - Quinto curso 17a. ed. 1989
  - Sexto curso
- Temas de estética y de historia de la música Barcelona: Labor 1975 (4a. ed. 1990) (Barcelona:Idea Books, 2003)[6]
- Temas de pedagogía musical Madrid: Quiroga 1973 (4a. ed. 1981)
- Joaquim Zamacois, Avelino Abreu, Pere Serra Teoría: cuarto curso Barcelona: Conservatorio del Liceo
- Teoría de la música (2 volums) Barcelona: Labor, 1949 (25a. ed. 1994) (Barcelona: Idea Books, 2002)
- Joaquim Zamacois, Avelino Abreu, Pere Serra Teoría perteneciente a la asignatura de solfeo Barcelona: Boileau
  - Primer curso
  - Segundo curso
  - Tercer curso 6a. ed. Barcelona: Conservatorio del Liceo, 1950
  - Cuarto curso
  - Quinto curso 13. ed. Barcelona: Conservatorio del Liceo, 1989
  - Sexto curso 12. ed. Barcelona: Conservatorio del Liceo, 1989
- Tratado de armonía (3 volums) Barcelona: Labor, 1945-1948 (14a. ed. 1994)(Barcelona: Idea Books, 2002) (Edició americana: Cooper City, FL EUA: Span Press, 1997)[7]

## Obres musicals

### Obres instrumentals i orquestrals
- Elegia
- Himne ibèric, poema simfònic
- La polvera, per a tenora
- Quartet en re menor (1922), per a quartet de corda
- Scherzo humorístic
- La sega (1928), quadre simfònic
- Serenada d'hivern, per a viola i piano
- Sonata (1918), per a violí i piano
- Els ulls verds (1920), poema simfònic

- Transcripció dels Sis sonets d'Eduard Toldrà, escrits originalment per a piano i violí, per a ser interpretats per a piano i flauta.

### Sarsueles
- 1925. Margaritiña "Zarzuela en dos actos (el primero dividido en dos cuadros)", amb lletra de Marià Golobardas de la Torre. Estrenada al Teatre Tívoli (Barcelona), el dimecres, 25 novembre de 1925.
- 1928. El aguilón "Zarzuela en dos actos". Llibret de Lluís Capdevila i Pedro Puche. Estrenada al teatre Arriaga de Bilbao, el mes de desembre de 1928 i al teatre Victòria el divendres,[Cal aclariment El dia no correspon a la data]
 9 març de 1929.
- 1931. El caballero del mar. "Zarzuela en 2 actos en prosa y verso". Llibret de Adame Martínez i Torrado Estrada. Estrenada al Teatre Nou (Avinguda del Paral·lel) el divendres, 11 desembre de 1931.

### Cançons en català
- A Montserrat, cançó amb lletra d'E. Morant
- Amor distret, per a veu i orquestra
- L'autobús (1919), cuplet signat per I. Casamoz, amb lletra de Juan Misterio (Joan Casas i Vila)
- La balladora, cançó amb lletra de Juan Misterio
- La boletaire (1919), cuplet amb lletra de Marià Golobardas
- Campanar nevat, cançó amb lletra de Joan Maria Guasch
- Cant de joia, per a cor
- Corpus, cançó amb lletra de Joan Maragall
- Cuca de llum (ca 1928), cançó amb lletra de Joan Maria Guasch
- Dorm, Jesús de Natzaret (1965), per a cor
- Enviant flors, per a veu i orquestra
- L'escolanet (1919), cuplet amb lletra de Vicenç Andrés
- Les garbes dormen al camp, cançó amb lletra de Josep Maria de Sagarra
- Ha nascut el Redemptor (1965), per a cor
- I és el tramvia! (1921), cançó signada per I. Casamoz, amb lletra de Juan Misterio
- El mariner, cançó amb lletra de Clementina Arderiu
- Nena (1919), cuplet amb música de I.Casamoz, lletra de Pedro Puche
- Non, non, nonetes, cançó amb lletra de Joan Casas i Vila
- Oi que si (1919), fox-trot d'I.Casamoz i lletra de Joaquim Montero i J.Misterio
- Per Sant Joan, per a cor
- Serenata d'hivern, cançó amb lletra de Josep Carner
- La solfejadora: si, la, sol, fa, mi, re, do (1919), cançó d'I.Casamoz i lletra de Joaquim Montero i Josep Aznar
- El torrent (ca 1926), cançó amb lletra de Lluís Via
- Els Tres Tombs de Sant Anton, lletra de Juan Misterio
- El vailet (1926), lletra de Joan Maria Guasch
- Ve i va (ca 1930), cançó amb lletra de Josep Carner

### Cançons en castellà
- Amb lletra de M. Bachonta: El burlado burlador (1918),Caireles, El coronel (1918), El ruiseñor, jota
- Amb lletra de Marià Golobardas de la Torre: Como la flor (ca. 1920), Dale al abanico (1919), fox-trot amb lletra també de Josep Aznar, Juguetes de amor (1919), fox trot, ¿Soltera - Casada? (1919), Soltera, no (1919),
- Amb lletra d'Antonio Graciani: La galbana: canción antillana (ca. 1920), La misión de España (1919)
- Amb lletra de Juan Misterio: Ay mamá (1918), El loco Shimmy (1921), El minero (ca 1925), La Miss de London (ca. 1925)
- Amb lletra de Pedro Puche: Rey y señor (ca 1932), Tu besar (1919), cuplet, ¿Volverá? (1919), cuplet

- La chilenita, havanera
- Con trompetas y tambores (1963), nadala per a cor mixt
- Cuando se quiere de veras (ca 1922), cuplet d'I.Casamoz
- Djalma: rag-time, oriental fashion (1920), lletra de Casamoz i Joaquim Montero
- En la noche tranquila (1963), nadala per a cor mixt
- Esencia chula, cuplet
- La inmensa jota (1917)
- ¡Pobre Dolores! (1919), cançó amb lletra de Joaquim Montero
- Rosa de nieve, cançó amb lletra d'Eduardo Montesinos
- La tiple ligera (1932), música i lletra de Zamacois
- Tu boca (ca 1931), cançó amb lletra de "J.Casamoz"
- El vals del jerez (1913), cançó amb lletra de Jerónimo Gaid
- Vergonzosa (ca 1925), cuplet amb lletra de Pousinet

### Peces per a piano
- Aguafuertes (1939), suite de cinc peces (Pórtico, Becqueriana, Sardana, Ante una invocación pagana, Capricho)
- Elena (1913), masurca dedicada a la seva mare
- Souvenir de jeunesse, de "J.Casamoz"

### Sardanes
- L'amic Manel (1934)
- Cant de joia (1975)
- Cap d'any (1929)
- El conte de l'avi (1946)
- Diana (1970)
- Figaronenca (1929)
- Irene (1975)
- Margaridó (1975)
- Montigalà (1975)
- Raimon (1970)
- Ricard (1970)